# 我的上帝，助我在這致命之愛中存活
我的上帝，助我在這致命之愛中存活（俄语：«Го́споди! Помоги́ мне вы́жить среди́ э́той сме́ртной любви́»，羅馬化：Góspodi! Pomogí mne výzhit' sredí étoy smértnoy lyubví），有时又簡稱兄弟之吻（德語：Bruderkuss），是德米特里·弗鲁贝尔画在柏林墙东面的涂鸦作品。作品完成于1990年，此后該作品成为了柏林墙涂鸦作品中名气最大的一个。作品展现的是列昂尼德·勃列日涅夫和埃里希·昂纳克之间的社会主义兄弟之吻，該作品的原型是1979年拍攝的一张照片，照片拍摄时正值德意志民主共和国成立30周年。

## 照片
1979年10月7日，Régis Bossu在东柏林拍下了这张照片。此後這張照片不斷被人引用。当时勃列日涅夫访问东德是为了庆祝该国成立30週年。10月5日，东德与苏联签订了為期十年的互助协约，协约规定东德要提供船只、机械以及其他化学设备給苏联，而苏联要提供燃料与核能设备給东德。
照片版权归Corbis Corporation所有。 

## 绘画
弗鲁贝尔于1990年在柏林墙的东面创作了这幅作品。而此前直到1989年柏林墙倒塌为止，只有柏林墻的西面才有涂鸦艺术作品。弗鲁贝尔試圖在墙的东面畫畫，不過东德国防部表示如果出事不負責任。于是他決定放弃这幅作品的所有权。
和墙的其他部分上的壁画一起，这幅绘画在柏林墙倒塌后继续展出，但由于破坏行为以及空气状况，作品出现了缓慢衰退的迹象。2009年3月，这幅画连同其他壁画一起被从墙上清除，以便让它们的原作者们用更耐久的颜料重绘。弗鲁贝尔受委托重绘了壁画，並将工作所得的3000欧元捐献给了马尔灿當地的一個項目。
风格方面，1990年的原作和2009年的重绘之间有些细微差别，弗鲁贝尔承认当年由于技法不熟练，自己在绘制过程中犯了技术性错误。先后两幅壁画的主要信息没有改变，但艺术家本人则觉得柏林人会用不同的眼光来看待新壁画。先后两幅壁画间的主要区别在于线与颜色，这两点在2009年版中得到了提升，令画面效果更为写实。
原照片摄影师Bossu与弗鲁贝尔在2009年见面，6月19日，二人与复制品合影。

### 影響
繪畫內容一度因直接照抄照片而广遭批判。 
在参考这幅壁画创作的一众衍生作品里，有一幅名为让一切再次伟大的立陶宛壁画格外突出。该画作于2016年，展现了俄罗斯总统弗拉基米尔·普京与美国总统唐納·川普的拥吻场面，画中人物姿势与原作类似。在2016年英國去留歐盟公投尚处在准备阶段时，布里斯托尔也出现了一幅衍生画作，这次拥吻的双方是特朗普和英国议员、英国脱欧支持者鲍里斯·约翰逊。